# Anatole de Cock de Rameyen
Pour les articles homonymes, voir De Clercq.
L'écuyer Anatole Gustave Joseph Marie Alphonse De Cock, nom changé en de Cock de Rameyen d'après un AR du 18 mai 1910 et un arrêt du tribunal de 1er instance, né le 10 septembre 1867 à Anvers et y décédé le 18 février 1932 fut un homme politique belge catholique. 
Il fut propriétaire foncier, ingénieur agronome.
Il fut créé chevalier de l'ordre de Léopold et de la Couronne.

## Mandats
- Conseiller provincial de la province d'Anvers : 1900-1925
  - secrétaire du conseil : 1907-1918
  - président du conseil : 1918-1921
  - membre de la députation permanente : 1920-1925
- gouverneur a.i. de la province d'Anvers: 1923
- Sénateur de l'arrondissement Malines-Turnhout : 1925-1929

## Généalogie
- Il fut fils de Alphonse (1839-1936) et Marie Le Grelle (1844-1874).
- Il épousa en 1923 Marie-Emilie De Biolley (1892-1976);
  - Ils eurent trois enfants: Marie-Thérèse (1925-2001), Jacqueline (1928-) et Jean-Marie (1929-2001).

## Sources
- Bio sur ODIS